# Болгария на зимних Олимпийских играх 2022
Болгария на зимних Олимпийских играх 2022 года была представлена 15 спортсменом в 6 видах спорта.
На церемонии открытия Игр право нести национальный флаг было доверено сноубордисту Радославу Янкову и биатлонистке Марии Здравковой; на церемонии закрытия флаг страны выносил один из волонтёров.
По итогам соревнований сборная Болгарии в четвёртый раз подряд осталась без медалей зимних Игр.

## Состав сборной
В заявку сборной Болгарии для участия в 7 дисциплинах Игр 2022 года вошли 16 спортсменов (10 мужчин и 6 женщин). Однако незадолго до стартов лыжник Симеон Деянов сдал положительный тест на COVID-19 и не смог принять участия в соревнованиях.
 Биатлон
1. Димитр Герджиков
2. Владимир Илиев
3. Антон Синапов
4. Благой Тодев
5. Мария Здравкова
6. Даниэла Кадева
7. Милена Тодорова
8. Лора Христова

 Горнолыжный спорт
1. Камен Златков
2. Альберт Попов
3. Ева Вукадинова

 Лыжные гонки
1. Симеон Деянов

 Прыжки на лыжах с трамплина
1. Владимир Зографски

 Санный спорт
1. Павел Ангелов

 Сноуборд
1. Радослав Янков

 Фигурное катание
1. Александра Фейгин

## Результаты соревнований

### Биатлон
Мужчины
| Соревнование         | Спортсмены                                                 | Стрельба                             | Время                                     | Отставание | Место |
| -------------------- | ---------------------------------------------------------- | ------------------------------------ | ----------------------------------------- | ---------- | ----- |
| спринт               | Димитр Герджиков                                           | 1+1                                  | 26:56,5                                   | +2:56,1    | 63    |
| спринт               | Владимир Илиев                                             | 0+2                                  | 25:52,2                                   | +1:51,8    | 31    |
| спринт               | Антон Синапов                                              | 0+2                                  | 26:45,4                                   | +2:45,0    | 56    |
| спринт               | Благой Тодев                                               | 0+1                                  | 26:39,2                                   | +2:38,8    | 52    |
| гонка преследования  | Владимир Илиев                                             | 2+2+2+1                              | 43:41,3                                   | +4:33,8    | 25    |
| гонка преследования  | Антон Синапов                                              | 2+0+3+2                              | 47:08,3                                   | +8:00,8    | 55    |
| гонка преследования  | Благой Тодев                                               | 1+3+1+1                              | 47:05,0                                   | +7:57,5    | 53    |
| индивидуальная гонка | Димитр Герджиков                                           | 1+0+1+0                              | 53:54,2                                   | +5:06,8    | 41    |
| индивидуальная гонка | Владимир Илиев                                             | 2+1+1+1                              | 55:37,5                                   | +6:50,1    | 61    |
| индивидуальная гонка | Антон Синапов                                              | 2+1+1+2                              | 58:47,6                                   | +10:00,2   | 85    |
| эстафета 4×7,5 км    | Благой Тодев Владимир Илиев Димитр Герджиков Антон Синапов | 2+11 0+2 0+1 0+1 0+1 1+3 0+0 0+0 1+3 | 1:27:05,3 22:27,2 20:26,6 21:58,4 22:13,1 | +7:15,1    | 18    |

### Лыжные виды спорта

#### Прыжки на лыжах с трамплина
Мужчины
| Соревнование        | Спортсмены         | Квалификация | Квалификация | Финал     | Финал    | Финал                | Финал                | Финал                | Финал                | Итоговое место |
| Соревнование        | Спортсмены         | Результат    | Место        | 1 прыжок  | 1 прыжок | 2 прыжок             | 2 прыжок             | Всего                | Место                | Итоговое место |
| Соревнование        | Спортсмены         | Результат    | Место        | Результат | Место    | Результат            | Место                | Всего                | Место                | Итоговое место |
| ------------------- | ------------------ | ------------ | ------------ | --------- | -------- | -------------------- | -------------------- | -------------------- | -------------------- | -------------- |
| нормальный трамплин | Владимир Зографски | 99,7         | 13 Q         | 126,7     | 24 Q     | 118,6                | 23                   | 245,3                | 22                   | 22             |
| большой трамплин    | Владимир Зографски | 95,6         | 37 Q         | 112,5     | 38       | завершил выступление | завершил выступление | завершил выступление | завершил выступление | 38             |

#### Сноуборд
По результатам квалификации Болгария получила одну путёвку для участия в соревнованиях в мужском параллельном гигантском слаломе.
Мужчины
| Соревнование                   | Спортсмены     | Квалификация | Квалификация | Квалификация | Квалификация | 1/8 финала             | Четвертьфинал        | Полуфинал            | Финал                | Место |
| Соревнование                   | Спортсмены     | Синий курс   | Красный курс | Всего        | Место        | Соперник Результат     | Соперник Результат   | Соперник Результат   | Соперник Результат   | Место |
| ------------------------------ | -------------- | ------------ | ------------ | ------------ | ------------ | ---------------------- | -------------------- | -------------------- | -------------------- | ----- |
| параллельный гигантский слалом | Радослав Янков | 41,48        | 41,00        | 1:22,48      | 15 Q         | AUTБ. Карл (2) П +0,36 | завершил выступление | завершил выступление | завершил выступление | 15    |

### Коньковые виды спорта

#### Фигурное катание
По результатам чемпионата мира по фигурному катанию 2021 года Болгария получила одну путёвку для участия в соревнованиях в женском одиночном катании.
Женщины
| Соревнование              | Спортсмены        | Короткая программа | Короткая программа | Произвольная программа | Произвольная программа | Всего        | Всего |
| Соревнование              | Спортсмены        | Сумма баллов       | Место              | Сумма баллов           | Место                  | Сумма баллов | Место |
| ------------------------- | ----------------- | ------------------ | ------------------ | ---------------------- | ---------------------- | ------------ | ----- |
| женское одиночное катание | Александра Фейгин | 59,16              | 23 Q               | 100,15                 | 24                     | 159,31       | 24    |

### Санный спорт
По результатам Кубка мира по санному спорту 2021/2022 Болгария получила одну путёвку для участия в соревнованиях на мужских одноместных санях.
Мужчины
| Соревнование | Спортсмены    | 1 заезд   | 1 заезд | 2 заезд   | 2 заезд | 3 заезд   | 3 заезд | 4 заезд              | 4 заезд              | Итоговый результат | Итоговое место | Отставание |
| Соревнование | Спортсмены    | Результат | Место   | Результат | Место   | Результат | Место   | Результат            | Место                | Итоговый результат | Итоговое место | Отставание |
| ------------ | ------------- | --------- | ------- | --------- | ------- | --------- | ------- | -------------------- | -------------------- | ------------------ | -------------- | ---------- |
| одиночки     | Павел Ангелов | 59,555    | 29      | 59,753    | 29      | 59,545    | 29      | завершил выступление | завершил выступление | 2:58,853           | 28             | —          |